# Parcul Național Ordesa y Monte Perdido
Parcul Național Ordesa y Monte Perdido sau Parcul Național Ordesa este situat în regiunea Pirineilor. provincia Huesca, Spania. El a fost declarat parc național la dat de 16 august 1918 fiind cel mai vechi parc din Pirinei. Pe teritoriul parcului se află Monte Perdido ( 3.355 m), regiunea muntelui fiind declarat în anul 1997 patrimoniu mondial UNESCO. Parcul Național Ordesa a fost mărit la data de 13 iulie 1982, întinzându-se azi pe o suprafață de 15.608 ha. cuprinzând teritoriile comunale  Torla (2.315 ha), Fanlo (8.265 ha), Tella-Sin (731 ha), Puértolas (2.473 ha) și Bielsa (1.824 ha). Anual parcul este vizitat de ca. 600.000 de turiști.
In regiunea lui se pot găsi o floră și faună bogată, cu un relief accidentat cu forme bizare, defilee adânci care amintesc de Gran Canyon. Printre animalele care trăiesc aici se pot aminti ursul brun (Ursus arctos), sau vulturul (Neophron percnopterus).